# Wayne Dockery
Pour les articles homonymes, voir Dockery.
Wayne Dockery est un contrebassiste de jazz américain né le 27 juin 1941 à Camden (New Jersey) et mort le 11 juin 2018 à Montrouge (Hauts-de-Seine).

## Biographie
Son père, sa grand-mère et sa tante sont pasteurs ; sa mère est pianiste, ses sept frères et sœurs, tous musiciens : son frère aîné, Sam Dockery, sera pendant quelque temps le pianiste d'Art Blakey. Il baigne ainsi dans le gospel depuis son enfance, et, dès l'âge de douze ans, connaît le milieu du jazz par son frère. A l'université, il se plonge dans l'étude de la musique classique en réponse à l'hostilité d'un professeur de musique qui lui a lancé que « les Noirs ne savent pas chanter juste et qu'on ne pourra jamais en faire des musiciens classiques ». Il quitte l'université au bout de trois ans.
Au cours des années 60, Wayne Dockery dirige sa propre formation, et fait le bœuf avec John Coltrane à Philadelphie. À la fin de la décennie, il apprend le tuba en quinze jours pour intégrer l'orchestre de l'armée et ne pas être envoyé au Viêt Nam. Une fois démobilisé, il devient enseignant mais, faute de postes en musique, il enseigne l'histoire et les mathématiques. Parallèlement, il est chauffeur de taxi et continue à jouer de la contrebasse, qu'il abandonne quelques années plus tard pour travailler dans une compagnie de prêt. Mais il démissionne bientôt pour revenir à la musique.

« J'ai essayé de ne pas devenir musicien, mais je n'ai pas pu résister »

— Wayne Dockery
En 1971, il fait partie des Jazz Messengers d'Art Blakey, puis joue avec Sonny Rollins, Freddie Hubbard, Sonny Stitt, George Benson (1974), Elvin Jones et Stan Getz (1979), pour une tournée au Brésil. En rentrant à New York, il monte son propre groupe, « Wayne Dockery Con Alma », mais le dissout rapidement.
Au début des années 90, il s'installe à Paris et devient le contrebassiste régulier d'Archie Shepp. Il intègre le quartet de David Marcos en 2005.

## Discographie sélective

### AvecFreddie Hubbard
- 1970: Rutgers University
- 1973: Intrepid Fox

### AvecSonny Fortune
- 1974: Long Before our Mother Cried
- 1976: Awakening

### AvecGeorges Benson
- 1975: In Concert-Carnegie Hall

### AvecHal Galper
- 1976: Reach Out
- 1977: Live in Berlin
- 1978: Children of the Night
- 1978: Redux ’78
- 1978: Speak with a Single Voice
- 1979: Ivory Forest

### AvecEddie Henderson
- 1989: Phantoms
- 1990: Think on Me

### AvecJunior Cook
- 1989: The Place to Be

### AvecHarold Ashby
- 1992: On the Sunny Side of the Street

### AvecSunny Murray
- 1994: 13 Step on Glass

### AvecArchie Shepp
- 1990: I Didn’t Know About You
- 1992: Black Ballads
- 1996: Archie Shepp & Eric Le Lann, Live in Paris
- 2002: Just in Time
- 2003: Chooldy Chooldy
- 2005: Dar Gnawa de Tanger
- 2007: Gemini

### AvecCurtis Clark
- 1993: Dreams Deferred

### AvecDavid Marcos
- 2005: Les 5 Saisons d'Une Journée

### AvecKaty Roberts
- 2006: Live at the Twins and More